# Oreopanax andreanus
Oreopanax andreanus é uma espécie de árvore da família Oreopanax

## Distribuição
É nativa da América do Sul, Equador e Peru.

## Sinônimos
- Oreopanax iotrichus Harms